# Rebaudiòsid A
El rebaudiòsid A (de vegades escurçat a "Reb A") és un glicòsid d'esteviol de les fulles de Stevia rebaudiana que és 240 vegades més dolç que el sucre. El rebaudiòsid A és el glucòsid de l'esteviol més dolç i més estable, i és menys amarg que l'esteviòsid. Les fulles d'estèvia contenen un 9,1% d'esteviòsid i un 3,8% de rebaudiòsid A.
El glucòsid només conté glucosa (a l'exclusió d'altres monosacàrids comuns) com a fraccions monosacàrids. Conté quatre molècules de glucosa en total amb la glucosa central del triplet connectada a l'estructura principal de l'esteviol al seu grup hidroxil, i la glucosa restant al seu grup carboxil formant un enllaç èster.